# Jeff Stryker
Jeff Stryker, egentligen Charles Casper Peyton, född 21 augusti 1962 i Carmi, Illinois, är en amerikansk porrstjärna som medverkat i såväl homo- och bi- som heterosexuella porrfilmer. Han bor numera i Kalifornien. Hans penis är 25 cm enligt engelskspråkiga Wikipedia.
Under pseudonymen Chuck Peyton spelade han en av huvudrollerna i den italienska zombiefilmen Zombie 4: After Death (1988).

## Medverkan i filmer

### Homosexuella porrfilmer
| - Jeff Stryker Does Hard Time 2001 - Stryker 2000 - Powertool: Tenth Anniversary Edition 1998 - Jeff Stryker’s Underground 1997 - Directors’ Best: John Travis 1 1996 - Santa’s Cummin’! 1996 - J.S. Big Time 1995 - Stryker Force 1995 - The Tease 1995 - Anal Hall of Fame 1994 - Catalina Studs 1994 - The Tease 1994 - Voyeur 1993 - Wild Buck 1993 - 10 Plus 1992 - 10 Plus Volume 2 1992 - Best of All Matt Sterling 1992 - Catalina Preview Tape 5 1992 - Les Hommes (The Men) 1992 - The Best of Jeff Stryker 1991 - Busted 1991 | - Catalina Classics 1991 - Catalina Down & Dirty 1991 - Classic Catalina 1991 - Cummin’ Together 1991 - In Hot Pursuit 1991 - The Look 1991 - The Best of Mike Henson 1990 - Directors’ Best: John Travis 1 1990 - Dreaming of You 1990 - Just You & Me 1990 - On the Rocks 1990 - Best of All 1989 - The Best of John Davenport 1989 - Every Which Way 1989 - It’s What’s Inside that Counts: Preview Tape 3 1989 - Powerful Sex 1989 - Powerful 2 1989 - Stryker’s Best Powerful Sex 1989 - In Hot Pursuit 1987 - Bigger Than Life 1986 - Powertool 1986 |

### Övriga filmer
- Can I Be Your Bratwurst, please (icke-pornografisk film) av Rosa von Praunheim 1999
- How to Enlarge Your Penis 1993
- Jeff Stryker’s Favorite Sexual Positions 1992
- Stryker’s Best Powerful Sex (heterosexuell porrfilm) 1992
- After Death AKA Zombie 4: After Death (icke-pornografisk film) 1988
- The Heiress (heterosexuell)
- Jamie Loves Jeff 1987 (heterosexuell)
- Jeff Stryker: A Romance Video for Women (heterosexuell) 1987
- The Switch Is On (bisexuell) 1987